# Иван Алтънов
Иван Георгиев Алтънов е български юрист и дипломат, член-кореспондент на Българска академия на науките и професор по международно право в Софийския университет.

## Биография
Роден е на 5 септември 1892 г. в София. През 1914 г. завършва право в Сорбоната, Париж. Работи като главен секретар на финансовата дирекция на междусъюзническа Тракия. От 1921 до 1948 г. заема различни длъжности в Министерството на външните работи и изповеданията, участва в българската делегация на Лозанската конференция (1922 – 1923), секретар е на представителствата в Истанбул и Париж. Преподава междудържавно и международно частно право в Софийския университет „Свети Климент Охридски“. От 1938 г. е доцент, а от 1944 г. е професор в Юридическия факултет на Софийския университет. През 1937 г. е избран за член-кореспондент на Българската академия на науките. Член е на Международния съд в Хага. От 1944 до 1948 г. е главен секретар на Министерство на външните работи. Умира на 7 април 1972 г. в София.

## Научни публикации
- „Междусъюзнишка Тракия“ (1921)
- „България и тракийският въпрос пред конференцията в Лозана“ (1926)
- „Източният въпрос и нова Турция с особен оглед към интересите на България“ (1926)
- „Проблемът с опазването на културните ценности в случай на война“ (1963)
- „Правното положение на манастира „Зограф“ (1964)